# Ювакуран, Семих
Семих Ювакуран (тур. Semih Yuvakuran; 1 сентября 1963, Бурса) — турецкий футболист, защитник сборной Турции (1984—1990). Тренер.

## Достижения
- Чемпион Турции: 1987, 1988
- Обладатель Кубка Турции: 1985
- Обладатель Суперкубка Турции: 1987, 1988